# 饒干
饒干（?—?），南宋邵武人，於宋孝宗淳熙年間進士及第，出知長沙縣，治績卓著。當時朱熹在長沙任太守，他常去聽朱熹講學，後知懷安軍。